# Штрицельмаркт

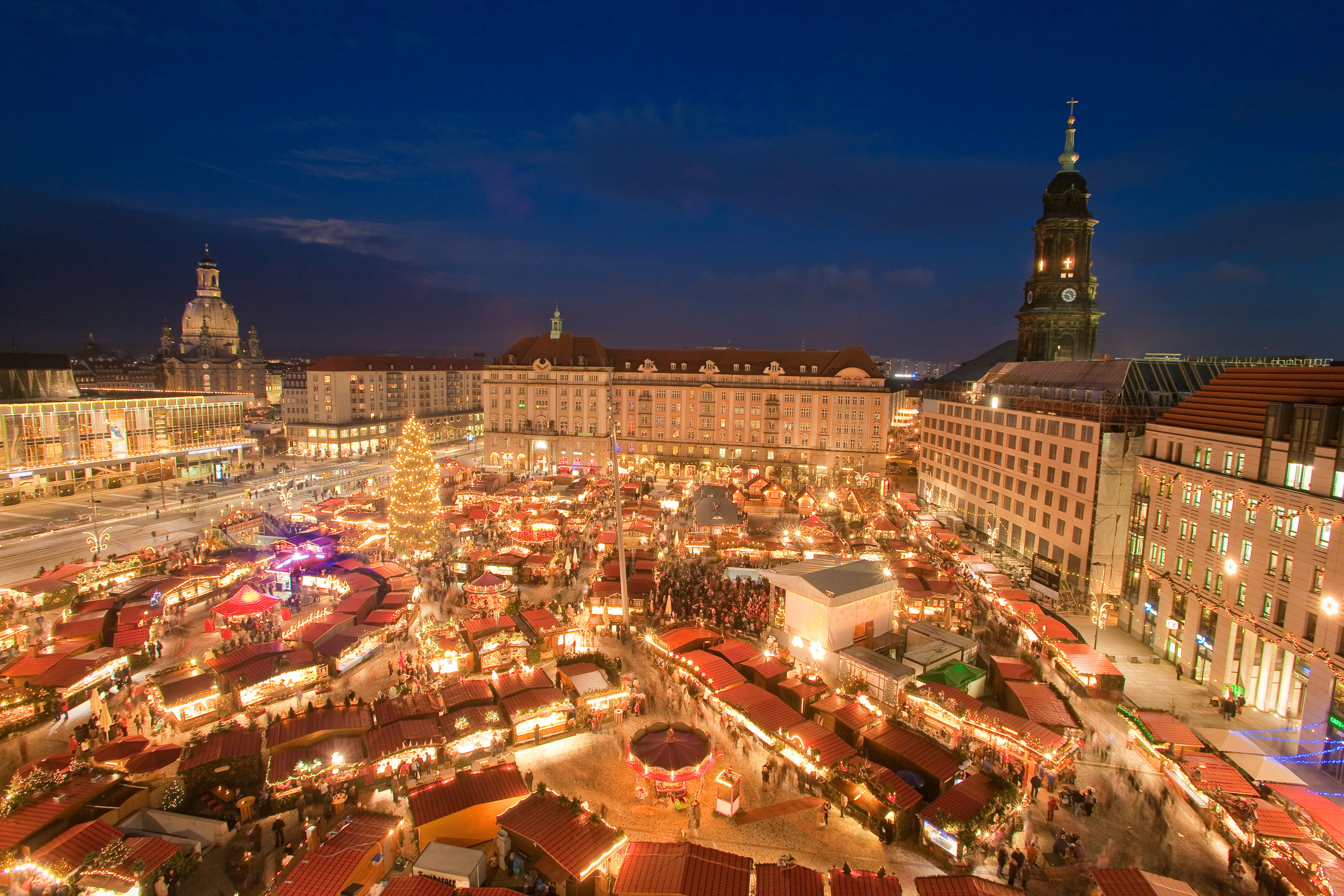
Штрицельмаркт вечером

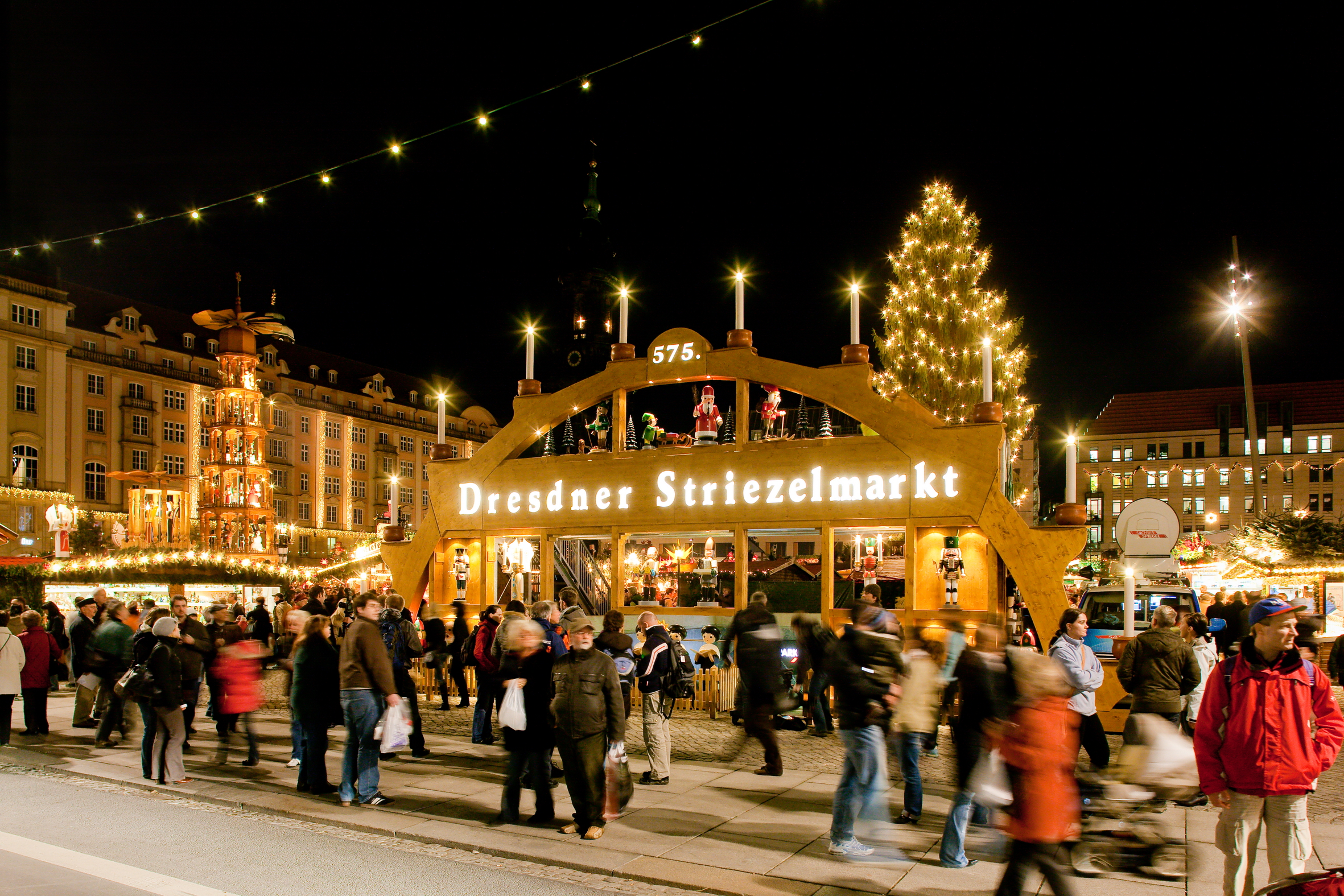
Самая большая в мире рождественская арка

Штрицельмаркт (нем. Striezelmarkt — букв. «рынок штрицелей») — старейший в Германии и один из самых известных в Европе ежегодный рождественский рынок на дрезденской площади Альтмаркт в рождественский сезон.
Штрицельмаркт был впервые упомянут в 1434 году при курфюрстe Саксонии Фридрихе II. В то время он проводился по понедельникам перед Рождеством. В прошедших столетиях он развился в большой традиционный рынок более чем с 250 крытыми палатками, занимающими значительную часть центра Дрездена. В настоящее время Штрицельмаркт посещают ежегодно более 2 млн посетителей со всего мира.
На Штрицельмаркте бережно соблюдаются разнообразные старинные традиции, а продающиеся здесь изделия мастеров-ремесленников из окрестностей Дрездена славятся по всей Германии. В центре рынка стоит большая ель и крупнейшая в мире деревянная рождественская пирамида, а также четыре традиционных рождественских фигуры: снеговик, щелкунчик, рудокоп и сливовый человечек — типичные символы Рождества. В центре рынка на сцене установлен огромный рождественский календарь в форме сказочного замка. Ежедневно на рынке проводятся культурные мероприятия: концерты, конкурсы.
Типичные угощения Штрицельмаркта — дрезденский штоллен, фигурки из шоколада, фрукты в шоколаде, сливовые человечки, саксонские творожники и пончики, жареные миндаль и каштаны, горячие закуски (немецкие колбаски, шашлыки). От холода посетители спасаются глинтвейном и пуншем. В ларьках предлагаются традиционные рождественские товары: ёлочные украшения, изделия местных художественных промыслов, как, например, рождественские вертепы, традиционные рождественские арочные канделябры, рождественские пирамиды и рождественские курящие человечки.